# Coleotechnites gibsonella
Coleotechnites gibsonella (tên tiếng Anh: Common Juniper Leafminer) là một loài bướm đêm thuộc họ Gelechiidae. Nó được tìm thấy ở khu vực đông bắc Hoa Kỳ.
Có một lứa một năm.
Ấu trùng ăn Juniperus communis. 